# Xya japonica
Xya japonica är en insektsart som först beskrevs av Wilhem de Haan 1842.  Xya japonica ingår i släktet Xya och familjen Tridactylidae. Inga underarter finns listade i Catalogue of Life.